# Loeb (Name)
Loeb oder Löb ist ein deutscher, französischer und jüdischer Vor- und Familienname.

## Namensträger

### Familienname
- Allan Loeb (* 1969), US-amerikanischer Drehbuchautor
- Arno Löb (* 1949), deutscher Musiker und Autor
- Avi Loeb (* 1962), israelischer theoretischer Physiker
- Benjamin Loeb (Dirigent) (* 1966), US-amerikanischer Dirigent
- Benjamin Loeb (Kameramann), Kameramann kenianischer Herkunft
- Caroline Loeb (* 1955), französische Sängerin
- Christina Loeb (* 1946), deutsche Schauspielerin
- Chuck Loeb (1955–2017), US-amerikanischer Jazzgitarrist
- Daniel S. Loeb (* 1961), US-amerikanischer Unternehmer
- Denise Loeb (1902–2004), französische Fotografin, siehe Denise Colomb
- Elija ben Loeb aus Fulda (um 1650–um 1720), jüdischer Gelehrter
- Elkan Löb (1846–1890), mährisch-österreichischer Optiker, Augenarzt und Konsul von Argentinien in Österreich-Ungarn, siehe Leopold Schnabl
- Ernst Loeb (1914–1987), deutsch-US-amerikanischer Germanist
- Ernst Theodor Loeb (1881–1964), deutscher Landrat
- François Loeb (* 1940), Schweizer Unternehmer, Politiker (FDP) und Schriftsteller
- Fritz Löb (1895–1940), deutscher Generalmajor
- Gerald M. Loeb (1899–1974), US-amerikanischer Investmentbroker und Autor
- Hermann Loeb (1897–1963), deutsch-schweizerischer Verleger
- Horst Löb (1932–2016), deutscher Physiker
- Ilse Löb (* 1932), deutsche Politikerin (CSU)
- Isidore Loeb (1839–1892), französischer Gelehrter
- Isidor Loeb (Politikwissenschaftler) (1868–1954), US-amerikanischer Politikwissenschaftler
- Jacques Loeb (1859–1924), deutsch-amerikanischer Biologe
- James Loeb (1867–1933), US-amerikanischer Bankier und Philanthrop, Begründer der Loeb Classical Library
- Jamie Loeb (* 1995), US-amerikanische Tennisspielerin
- Janice Loeb (1902–1996), US-amerikanische Kamerafrau, Filmregisseurin, Drehbuchautorin und Filmproduzentin
- Jeph Loeb (* 1958), US-amerikanischer Drehbuch- und Comicautor
- Karl Löb (1910–1983), deutscher Kameramann
- Kurt Löb (1926–2015), niederländischer Grafikdesigner, Illustrator, Typograf und Buchgestalter
- Ladislaus Löb (1933–2021), Schweizer Germanist, Überlebender von Bergen-Belsen
- Lazarus Löb (1837–1892), orthodoxer Oberrabbiner von Altona
- Leo Loeb (1869–1959), US-amerikanischer Arzt, Experimentalpathologe und Mitentdecker von Thyreotropin
- Lisa Loeb (* 1968), US-amerikanische Singer-Songwriterin
- Martin Löb (1921–2006), deutscher Mathematiker und Logiker
- Martin Loeb (1959–2025), französischer Schauspieler
- Matthias Löb (* 1964), deutscher Jurist, Direktor des Landschaftsverbandes Westfalen-Lippe
- Max Loeb (1901–1962), deutscher Architekt in Haifa
- Michael Loeb (* 1963), deutscher Manager
- Nicole Loeb (* 1967), Schweizer Unternehmerin
- Otto Loeb (Advokat) (1882–1969), Wiener Rechtsgelehrter, Dichter und Soldat
- Otto Loeb (1898–1974), deutscher Kaufmann
- Peter A. Loeb (1937–2024), amerikanischer Mathematiker und Hochschullehrer
- Pierre Loeb (1897–1964), französischer Kunsthändler und Galerist
- Rebecca Jo Loeb, US-amerikanische Opernsängerin (Mezzosopran)
- Richard Loeb (1905–1936), US-amerikanischer Mörder, siehe Leopold und Loeb
- Robert Loeb (1853–1925), königlich-preußischer General der Kavallerie
- Rudolf Löb (1877–1966), deutscher Bankier
- Sébastien Loeb (* 1974), französischer Rallyefahrer
- Salomon Loeb (1828–1903), US-amerikanischer Kaufmann und Bankier
- Thorsten Loeb (* 1970), deutscher Schauspieler
- Walter Löb (1872–1916), deutscher Chemiker
- Walter Loeb (1895–1948), deutscher Politiker und Bankier

### Vorname
- Löb Berlin (1737–1814), deutscher Rabbiner
- Löb Bodenheimer (1807–1868), deutscher Großrabbiner
- Löb Carlburg (1765–1835), deutscher Rabbiner in Bonn und Krefeld
- Löb Scheuer (1733–1821), Landesrabbiner des Herzogtums Jülich-Berg und des Großherzogtums Berg
- Löb Strauß (1829–1902), deutscher Unternehmer, siehe Levi Strauss